# Chlorid uranitý
Chlorid uranitý je anorganická sloučenina s chemickým vzorcem UCl3. Poprvé byl připraven Péligotem v roce 1842 během přípravy kovového uranu.

## Příprava
Chlorid uranitý lze připravit redukcí chloridu uraničitého kovovým uranem v tavenině chloridu sodného a draselného při teplotě 670–710 °C:
3 UCl4 + U → 4 UCl3
Lze jej také připravit redukcí chloridu uraničitého vodíkem:
2 UCl4 + H2 → 2 UCl3 + 2 HCl
Lze jej připravit reakcí hydridu uranitého s chlorovodíkem při teplotě 350 °C:
UH3 + 3 HCl → UCl3 + 3 H2

## Vlastnosti
Chlorid uranitý je radioaktivní zelená pevná krystalická hygroskopická látka, která je rozpustná ve vodě.

### Krystalická struktura
Strukturu chloridu uranitého má mnoho dalších sloučenin. Každý atom uranu je obklopen devíti atomy chloru, čímž tvoří trojboký hranol s třemi přidanými vrcholy. Tato struktura se často vyskytuje u dalších lanthanoidů a aktinoidů. Chlorid uranitý krystalizuje v hexagonální soustavě s prostorou grupou P63/m (číslo 176), mřížkovými parametry a = 745 pm a c = 433 pm a dvěma molekulami na elementární buňku. Strukturu chloridu uranitého má například chlorid neptunitý, plutonitý, americitý, curitý a antimonitý.

### Hydráty
Jsou známy tři solváty chloridu uranitého:
UCl3 . 2 H2O . 2 CH3CN
UCl3 . 6 H2O
UCl3 . 7 H2O
Všechny lze připravit redukcí chloridu uraničitého v acetonitrilu se specifickým množstvím vody a kyseliny propionové.

## Využití
Chlorid uranitý je využíván k přípravě různých metalocenů uranu, například při reakci tetrahydrofuranu s methylcyklopentadienylem sodným. Využívá se také jako katalyzátor, například při reakci tetrahydridohlinitanu lithného s alkeny za vzniku alkylových sloučenin s hliníkem. Roztavený chlorid uranitý se také používá při přepracovávání vyhořelého jaderného paliva.

## Bezpečnost
Podobně jako jiné rozpustné sloučeniny uranu se chlorid uranitý snadno vstřebává do lidského těla. Při vdechnutí nebo požití je vysoce toxický. Existuje také riziko kumulace v lidském těle, především v játrech a ledvinách. Stejně jako všechny sloučeniny uranu je radioaktivní.